# Adam Berti
Adam Berti (* 1. Juli 1986 in Oshawa, Ontario) ist ein ehemaliger kanadischer Eishockeyspieler, der unter anderem bei den Norfolk Admirals und den Rockford IceHogs in der American Hockey League aktiv war.

## Karriere
Adam Berti begann seine Karriere als Eishockeyspieler in der kanadischen Top-Juniorenliga Ontario Hockey League, in der er von 2002 bis 2006 für die Oshawa Generals und Erie Otters aktiv war. In diesem Zeitraum wurde er im NHL Entry Draft 2004 in der dritten Runde als insgesamt 68. Spieler von den Chicago Blackhawks ausgewählt.
Für deren damaliges Farmteam, die Norfolk Admirals, spielte er in der Saison 2006/07 in der American Hockey League. In der folgenden Spielzeit gab der Angreifer sein Debüt für die Blackhawks in der National Hockey League, für die er in zwei Spielen punkt- und straflos blieb. Den Rest der Spielzeit verbrachte er bei deren neuen AHL-Farmteam, den Rockford IceHogs, sowie den  Pensacola Ice Pilots aus der ECHL. In der Saison 2008/09 stand Berti hauptsächlich für die ECHL-Teams Fresno Falcons und Gwinnett Gladiators, in der Saison 2009/10 nur noch bei den Gladiators auf dem Eis. Anschließend beendete er seine Karriere.

### International
Für Kanada nahm Berti an der U18-Junioren-Weltmeisterschaft 2004 teil, bei der er mit seiner Mannschaft den vierten Platz belegte.

## Erfolge und Auszeichnungen
- 2004 Teilnahme am CHL Top Prospects Game

## Statistik
(Stand: Ende der Saison 2008/09)